# Lotta Continua
Lotta Continua fue una organización de extrema izquierda fundada en el otoño de 1969 en Italia por una escisión del movimiento obrero-estudiantil de Turín, que había iniciado una actividad militante en las universidades y en fábricas como Fiat. El primer número del periódico homónimo Lotta Continua se publicó en noviembre de 1969, y su publicación continuó hasta 1982, tras la disolución de la organización en 1976.

## Descripción
Lotta Continua se centró en difundir la radicalización desde los estudiantes y los jóvenes hasta los trabajadores, y desempeñó un papel importante en la creación de centros sociales. Su influencia fue mayor entre los trabajadores recién llegados, jóvenes y no cualificados de las grandes fábricas, mientras que la clase obrera tradicional mantuvo su fidelidad al Partido Comunista Italiano y al movimiento sindical.
Entre los elementos que perduraron en el periódico se encuentra la tira cómica de Roberto Zamarin Gasparazzo, que relataba conmovedoramente y con humor las luchas de un trabajador en una planta de Fiat. La dirección del grupo incluía a Adriano Sofri, Mauro Rostagno, Guido Viale, Giorgio Pietrostefani, Erri De Luca, Paolo Brogi y Marco Boato. Otros colaboradores destacados fueron Gad Lerner y Alexander Langer. Como la ley italiana exigía que todo periódico tuviera un periodista profesional como director, durante algún tiempo Pier Paolo Pasolini prestó su nombre para permitir la publicación de Lotta Continua.
Al principio era una agrupación informal centrada en la acción espontánea, pero entre 1972 y 1974 se centralizó y su periódico se convirtió en un diario. Como las oportunidades se volvieron más limitadas, se disolvió en 1976 tras un congreso nacional caracterizado por un grave choque ideológico entre militantes masculinos y femeninos. En ese momento, Sofri y otros abrazaron la política electoral, mientras que algunos militantes se unieron a organizaciones armadas, como Prima Linea y las Brigadas Rojas. El periódico se publicó hasta 1982.
Durante los años 1980, la mayoría de los representantes de Lotta Continua abandonaron su ideología original. Marco Boato y Mimmo Pinto se pasaron al Partido Radical, otros trabajaron en la televisión (RAI o Fininvest) o en varios periódicos. Muchos se unieron al Partido Socialista Italiano (PSI), apoyando en particular las posiciones de Bettino Craxi. Erri De Luca se convirtió en un famoso escritor tras unirse a varias organizaciones humanitarias. Sólo unos pocos, como Marco Revelli y Fulvio Grimaldi, se unieron a Rifondazione Comunista.